# Bad Teacher (serie de televisión)
Bad Teacher es una serie de televisión estadounidense de comedia creada por Hilary Winston, libremente basada en la película de 2011 del mismo nombre. La serie se estrenó en CBS el 24 de abril hasta el 26 de julio de 2014, como parte de la temporada televisiva 2013–14.
El 27 de mayo de 2014, CBS cancela la serie después de 3 episodios emitidos, removiéndolo del canal. Sin embargo, los episodios restantes fueron transmitidos en julio de 2014.

## Sinopsis
Meredith Davis está divorciada de su marido, que la deja sin nada debido a un acuerdo prenupcial que claramente no leyó. Ella se ve obligada a vivir con la familia de su amiga, cuya hijastra Lily le inspira para llegar a un plan - ser contratada como profesora en la escuela de Lily, Richard Nixon Middle School, conocer y casarse con un rico padre soltero, y volver al extravagante estilo de vida al que estaba acostumbrada. Usando una hoja de vida falsa y su encanto femenino, logra que el director Carl Gaines la contrate. La facultad incluye a Joel, un antiguo compañero de clase que ahora es un profesor de gimnasia; Irene, una compañera de trabajo tímida que se emociona tener una nueva amiga; y Ginny, presidente de la facultad que se resiente de Meredith y sospecha de ella. A pesar de ser una profesora horrible, Meredith imparte lecciones de vida a Lily y sus amigos.

## Reparto

### Principales
- Ari Graynor como Meredith Davis: una antigua ama de casa determinada para cumplir con una rica divorciada para que pueda reanudar su estilo de vida de la clase alta. Ella se hace pasar por una maestra de secundaria con el fin de cumplir con los padres solteros de sus estudiantes.
- Sara Gilbert como Irene: una maestra socialmente torpe de la secundaria Richard Nixon que está dispuesta a ser amiga de Meredith
- Ryan Hansen como Joel Kotsky: profesor de gimnasia de la escuela que conoce a Meredith de la escuela secundaria y se siente atraído por ella, a pesar de sus motivos cuestionables, obviamente.
- Sara Rodier como Lily: hijastra de uno de los amigos de Meredith y una estudiante impopular en la escuela.
- Kristin Davis como Ginny Taylor-Clapp: una maestra auto-grave y exceso de celos, que es inmediatamente sospecha de Meredith.
- David Alan Grier como Carl Gaines: el director recientemente divorciado de la secundaria Richard Nixon que toma un gusto instantáneo en Meredith.
- Caitlin Kimball como Kim: una maestra estudiante que trabaja con Ginny

### Recurrentes
- Stuart Allan como James Pfaff: un estudiante
- Madison De La Garza como Kelsey: un estudiante
- Gracia Kaufman como Bronwen: un estudiante
- Kat Foster, como Brie
- Brett Gelman como Doug Pilaf: excéntrico profesor de matemáticas de la escuela
- Colin Hanks como entrenador Donnie: otro profesor de gimnasia de la escuela.

## Producción y desarrollo
El show fue reportado por primera vez el 5 de octubre de 2012, y recibió la orden del piloto el 23 de enero de 2013. Don Scardino fue el que dirigió el piloto el 13 de marzo de 2013.
El 18 de febrero de 2013, David Alan Grier fue el primero en unirse al elenco interpretando a Carl. El 19 de febrero, Ari Graynor fue contratada para interpretar el papel principal como Meredith. El 21 de febrero, Ryan Hansen se unió al elenco como Joel. El 6 de marzo, Sara Gilbert interpretaría a Irene. El 13 de marzo, Kristin Davis daría vida a  Ginny. Sara Rodier se unió al elenco para interpretar a Lily, pero su incorporación no fue notificada. El 19 de marzo de 2013, Caitlin Kimball se uniría interpretando un rol recurrente como Kim.
La serie se estrenó a las 9:31PM el 24 de abril de 2014. El 10 de mayo, CBS anunció su cancelación después de 3 episodios transmitidos al aire. Después de la transmisión del 5.º episodio el 22 de mayo, los planes para emitir el sexto y séptimo episodio fueron sacados de la programación – siendo reemplazado por The Millers que previamente había sido programada a las 8:31PM.

## Recepción

### Críticas
La serie mantiene un porcentaje de 51/100 en Metacritic, indicando críticas "mixtas" basado en 22 comentarios. En Rotten Tomatoes, obtuvo un porcentaje de 58% con un rango medio de 5.2 sobre 10, basado en 24 comentarios. Ben Travers de Indiewire le dio al piloto una D. Mitch Salem de ShowBuzzDaily.com dio el veredicto de que "Cambien el Canal". Verne Gay de Newsday además le dio una D al espectáculo.

### Audiencias
| Nro. | Episodio                | Fecha de emisión original | Hora y Día (EST)  | Audiencia (en millones) | Rating/share (Adultos 18–49) |
| ---- | ----------------------- | ------------------------- | ----------------- | ----------------------- | ---------------------------- |
| 1    | "Pilot"                 | 24 de abril del 14        | Martes 9:31 p. m. | 7.80                    | 2.1/6                        |
| 2    | "Daddy Issues"          | 1 de mayo de 2014         | Martes 9:31 p. m. | 6.47                    | 1.4/4                        |
| 3    | "Evaluation Day"        | 8 de mayo de 2014         | Martes 9:31 p. m. | 5.73                    | 1.3/4                        |
| 4    | "Fieldtrippers"         | 2014 de mayo del 15       | Martes 9:31 p. m. | 5.48                    | 1.4/4                        |
| 5    | "The 6th Grade Lock-In" | 2014 de mayo del 22       | Martes 9:31 p. m. | 4.34                    | 1.1/4                        |
| 6    | "Yearbook"              | 2014 de julio del 5       | Sábado 8:00 p. m. | 1.52                    | 0.3/1                        |
| 7    | "Divorced Dudes"        | 2014 de julio del 5       | Sábado 8:30 p. m. | 1.40                    | 0.3/1                        |
| 8    | "Nix the Fat Week"      | 2014 de julio del 12      | Sábado 8:00 p. m. | 1.54                    | 0.3/1                        |
| 9    | "Life Science"          | 2014 de julio del 12      | Sábado 8:30 p. m. | 1.48                    | 0.3/1                        |
| 10   | "Found Money"           | 19 de julio de 2014       | Sábado 8:00 p. m. | 1.46                    | 0.3/1                        |
| 11   | "A Little Respect"      | 2014 de julio del 19      | Sábado 8:30 p. m. | 1.35                    | 0.3/1                        |
| 12   | "The Bottle"            | 2014 de julio del 26      | Sábado 8:00 p. m. | 1.47                    | 0.3/1                        |
| 13   | "What's Old Is New"     | 27 de julio de 2014       | Sábado 8:30 p. m. | 1.51                    | 0.3/1                        |